# راب

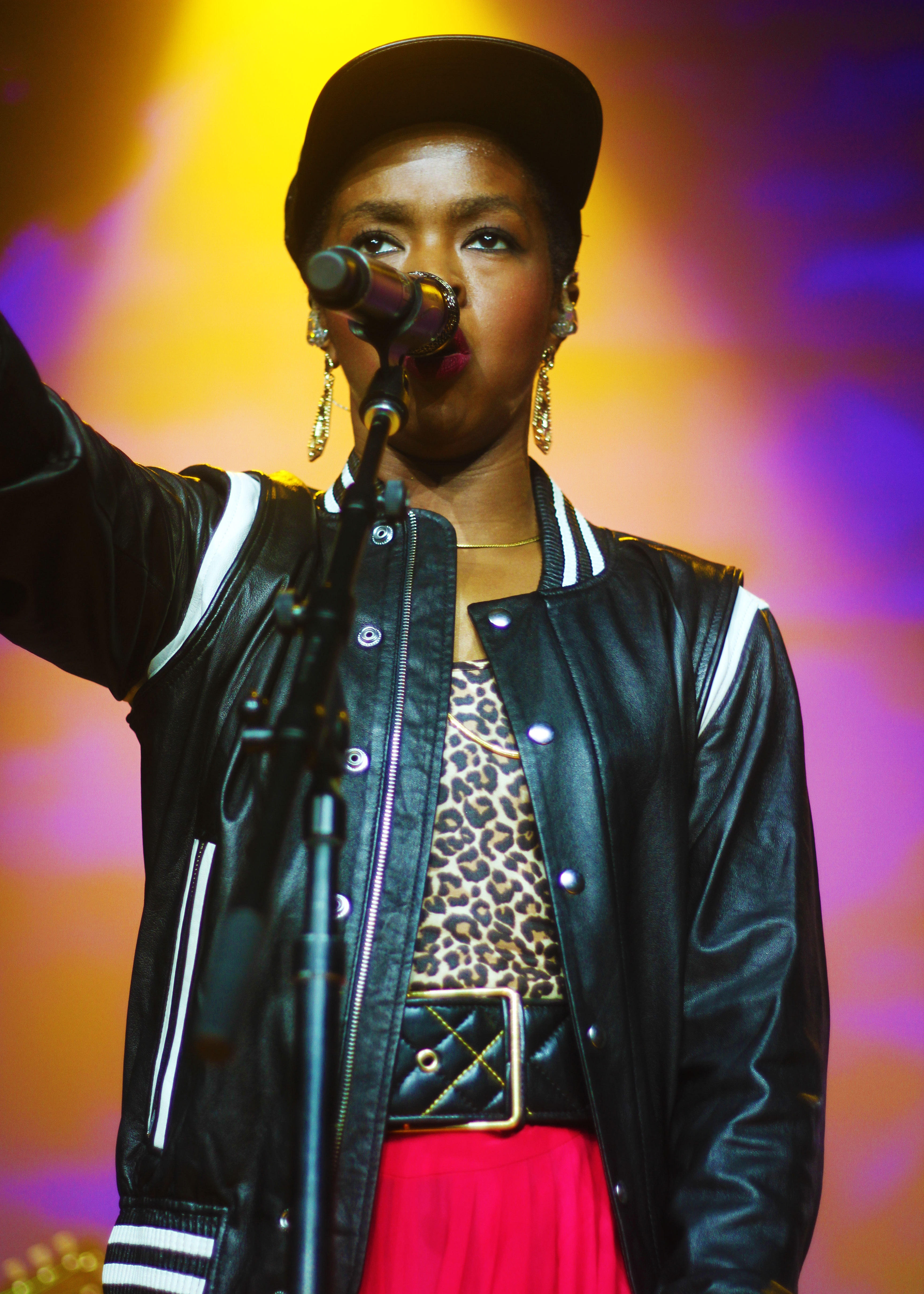
مغنية الراب لورين هيل وهي تؤدي عام 2014

الراب (بالإنجليزية: Rap) (كما يُعرف أيضاً باسم الرايمينج أو السبيتنج) هو نوع من أنواع الغناء وأحد فروع ثقافة الهيب هوب الرئيسية. الراب هو التحدث وترديد الأغنية بقافية معينة، وهو أيضا تسليم القوافي والتلاعب بالألفاظ حتى تتماشى مع القافية دون الالتزام بلحن معين. انتشر في الولايات المتحدة الأمريكية في بداية السبعينات في حي برونكس، ولاية نيويورك على أيدي الأمريكيين الأفارقة، كما أنتشر عالمياً منذ بداية التسعينات.
موسيقى الراب هو عنصر أساسي في الهيب هوب، ولكن هذه الظاهرة كانت موجودة قبل ثقافة الهيب هوب بعقود. يمكن إلقاء الراب بوجود الإيقاع أو بدونه (بما يعرف بالفري ستايل) وبشكل عام فإن صوت المغني أو المغنية ليس هو المعيار إنما نبضات الموسيقى نفسها وكلمات الأغنية.
من حيث الأسلوب: فإن الراب يقع في منطقة رمادية بين الكلام والشعر والنثر والغناء. استخدمت الكلمة في اللغة الإنجليزية البريطانية بمعنى «يقول» منذ القرن الثامن عشر. كلمة RAP هي اختصار لجملة "Rhythm And Poetry" والجملة تعني «الإيقاع والشعر» حيث أن الكلمة كانت جزء من لغة الأمريكيين الافارقة منذ الستينات.

## مواضيع الراب
في موسيقى الراب يتحدث المؤدون عادة عن أنفسهم، ويستخدم النوع الموسيقي أحياناً في التعبير عن استيائهم وغضبهم على صعوبات الحياة، لذا فالأغاني يرافقها غالبا التحدث عن قضية شائكة أو قضيه مشوشة للمجتمع الذي تنحدر منه أصول الأغنية. أبرز مغنيي هذا النوع هم الشعراء الشعبيين وأفراد العصابات والذين تأتي أصولهم من مجتمع تم فيه إجبارهم على الانجراف في حياة العصابات وذلك بسبب قسوه الحياة في تلك المناطق والعنصرية ضد الأمريكيين الافارقة في تلك الفترة من الزمن.
لكن لم تكون بداية الراب برسالة اجتماعية، بل كان يراد به الرقص والاستمتاع حتى أن أول نوع من الراب كان يسمى «رايم الحفلات»، ويقصد به زيادة حماس الحشود في الحفلات وكان هذا النوع منتشر خصيصا في فترة الاولد سكول وما زال متواجد حتى هذه الفترة. وبالإضافة إلى البارتي راب يميل الرابر (مغني الراب) إلى التحدث عن الجنس والحب، وكانت أول إشارة للحب في أغاني الراب من قبل سبوني جي (Spoonie Gee)، بعد ذلك انتشرت هذه النوعية من الاغاني في العصر الذهبي للراب من قبل الرابر Big Daddy Kane, Heavy D,
and LL Cool J.
مغنيين الساحل الشرقي من أمثال غراندماستر فلاش و Public Enemy وKRS One، ناز عرفوا بالحديث في أغانيهم عن القضايا الاجتماعية والسياسية كالعنصرية وحمل المراهقات ووحشية الشرطة وكذلك كانت أغاني نظرائهم في الساحل الغربي.
مغنون اخرون اتخذوا منهج أقل حضارية في أغانيهم وحتى في بعض الأحيان تحدثوا عن الانضمام لعصابات الجريمة، ويعرف أن Schoolly D أول رابر يتحدث عن الجريمة، بينما Ice-T كان واحد من الأوائل الذين اطلقوا على أنفسهم "playa" وتحدثوا عن الأسلحة والمسدسات في أغانيهم. الغانغستا راب (Gangsta rap) قدم إلى صناعة الموسيقى وأصبح شعبيا بسبب أغاني أن.دبليو.أي حول الجريمة وأسلوب حياة العصابات.
المادية أصبحت موضوع شائع في التسعينات بوجود مغنيين يتباهون بالحديث عن أموالهم وممتلكاتهم وإسقاط أسماء ماركات معينة في أغانيهم مثل ماركات الخمور، سيارات البنتلي والمرسيدس وماركات الملابس مثل غوتشي وفيرساتشي.
بعض مغني الراب يقومون بالتركيز في أغانيهم على الجانب الروحي أو الديني. الراب المسيحي حاليا يعتبر الشكل الأكثر نجاحا تجاريا من أنواع الموسيقى الدينية. بينما أمة الخمسة في المئة (Five Percent Nation) وهي جماعة دينية إسلامية، تواجدت في الراب أكثر من أي جماعة دينية أخرى. وقدم الفنانون أمثال راكيم، بوستا رايمز، وناس، نجاح كبير في نشر هذا المذهب.

## تاريخ الراب

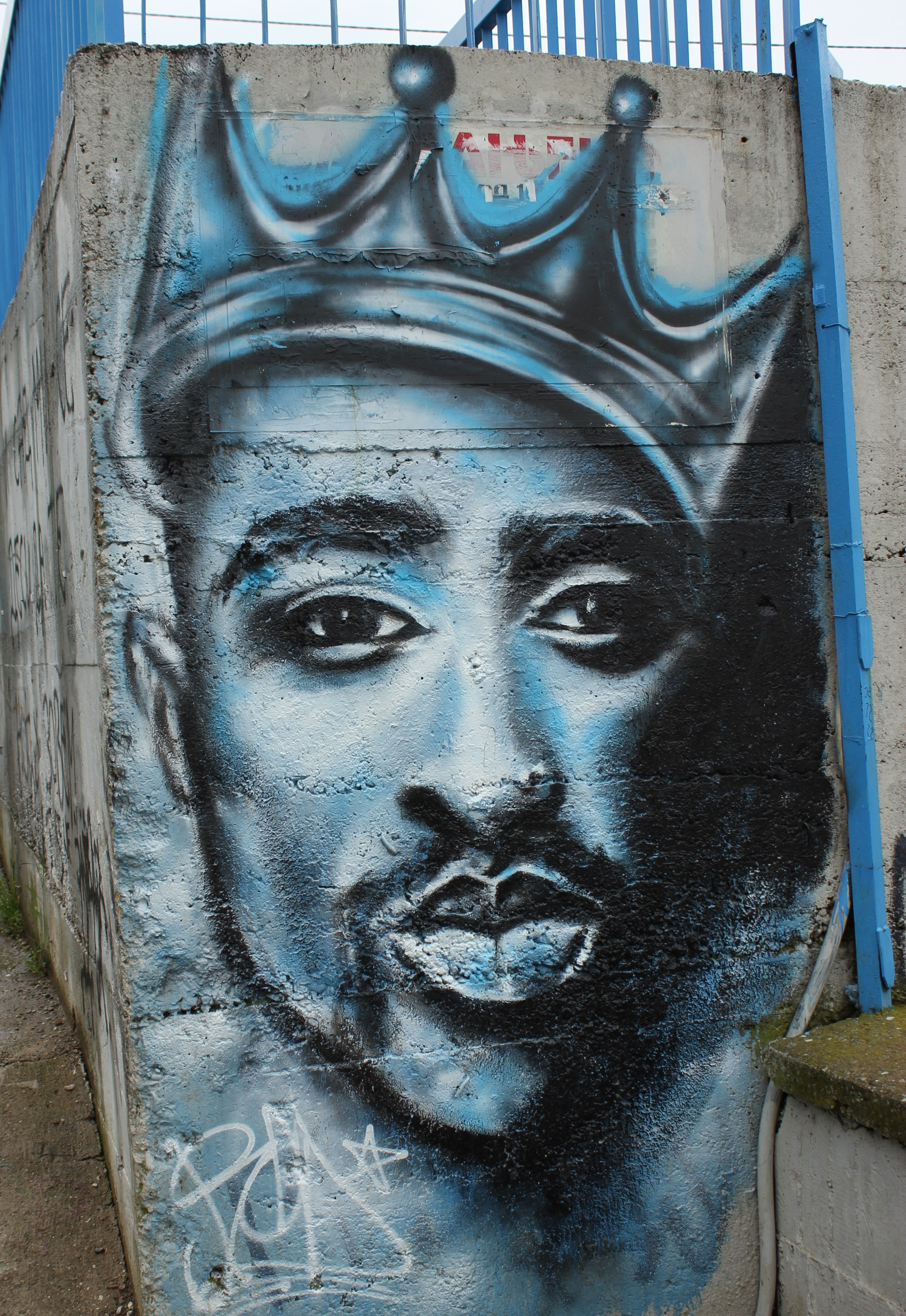
صورة لمغني راب على الجدران

الراب تطور داخل وخارج أمريكا ووصل إلى أمريكا عن طريق الجامايكي كول هيرك وآخرون غيره، وبدايات الراب في أمريكا كانت في حي ذا برونكس بمدينة نيويورك خلال السبعينات. بدايةً كان الراب هو أن يوجد قاعه وبها خشبة مسرح ويوجد على المسرح DJ ويقوم أحد الرجال " Master of Ceremonies " أو MC وهو الرابر، يقوم هذا الرجل بالصعود إلى المسرح والصراخ بعبارات تشجيعيه للجمهور هذه العبارات لم تكن ذات قافيه أو غيره ولكن كانت مجرد عبارات تشجيعيه. ومع مرور الوقت تطورت هذه الصرخات المشجعه من كلمات متناثره إلى مجموعه من الجمل المقفاة والتي عرفت بال Rap. عمود الراب وقتها كان يغنى فقط في حفلات العطل الأسبوعيه. في الثمانينات أشتهرت بعض الجماعات التي تغني الراب أمثال Run-D.M.C، قاد نجاح هذه الجماعات إلى إتنشار الراب التجاري. اما في نهايه التسعينات كان الراب قد حقق انتشارا كبيرا داخل وخارج أمريكا. ومع بداية الألفية الجديدة أصبح الراب هو الفن الأسرع انتشارا في العالم حيث انتشر الراب في ألمانيا وفرنسا وبريطانيا واليابان وهولندا والبرتغال والشرق الأوسط وأصبح لهذا النوع الموسيقي ملايين المعجبيين حول العالم.

### بدايات الراب
موسيقى الراب والهيب هوب يمكن تعقبها بعدة طرق إلى أصولها الأفريقية، حيث انه منذ عدة قرون «قبل ان يتم اكتشاف أمريكا»، كان يقوم بعض الأشخاص بإلقاء القصص على الطبول والألحان المتناثره، وكانت هذه القصص تلقى بقافيه معينه. هذه الأصول اختفت مع مرور الوقت لأنها كانت مجرد قصص تتفاخر بها القبائل.
موسيقى الجاز تعتبر من الأعمدة اللي قام عليها الراب. Gil Scott-Heron مغني الجاز قام بعمل أغاني مقفاة مثل The Revolution Will Not Be Televised حيث أن الأغنية هذه تعتبر أقرب أغاني الجاز المشابه للراب، ومن أوائل الناس اللي بدأت تغني راب هو ال DJ الجامايكي كول هيك، هيرك الجامايكي المهاجر بدأ في توصيل بعض الجمل البسيطة بأسلوب الراب أثناء حفلاته في بدايه السبعينات. كما وضح ذلك هيرك في مقابله معه عام 1989 حيث قال «الفكرة بدأت عندما كنت في جامايكا، حيث أني كنت من محبي الموسيقى الأمريكية، وعندما جئت إلى أمريكا، فكرت في غناء الأغاني الجامايكي، وكل ما كان علي عمله هو تقديمها بالأسلوب الأمريكي». وأيضا Coke La Rock كان من أوائل الناس الذين استشهد بهم هيرك على انه من مؤسيسي الراب.
الفنيان في حفلات هيرك وبعد رؤية ما فعله صاروا أول معتنقي الهيب هوب، أحد المتأثرين بموسيقى كول هو منسق اأغاني شاب من شرق برونكس أفريكا بامبانتا

### أولد سكول
الأولد سكول  مصطلح يقصد به الفترة ما بين (1979 - 1987) ويتم التعرف بسهولة عليه من خلال الراب البسيط ، في هذا الوقت اقتصرت موسيقى الراب على الأحياء الفقيره فقط وكانت الأغاني تتكلم عن الحفلات وقضاء وقت ممتع، بدأت هذه الفترة من خلال نشوء Run–D.M.C أول فرقة لأغاني الراب كانت تغني نوع راب\روك حيث تغير في هذه الفترة وجه الراب مع إطلاقهم لألبوم raising hell في منتصف الثمانيات ومع هذا الألبوم بدأت لغه العدوانيه والقوه في الطغيان على ال lyrics أو الكلمات.
الثمانينات أطلت على موجه كبيره من الراب التجاري حيث أن أول أغاني الراب التي حققت نجاح كبير كانت أغنية Rapture. الأولد سكول احتوت على مغنيين أمثال LL cool J، Run-D.M.C، Public enemy كما ظهر الثنائي Eric B. & Rakim. الراب في هذا الوقت كان يتكلم غالبا عن المشاكل الاجتماعيه بأسلوب هادئ وبسيط ومثال على ذلك ألبوم Yo! Bum Rush the Show من فريق Public enemy. أما التحول الرئيسي لموسيقى الراب والنقلة الأقوى في تاريخه كله هي بظهور المجموعة الشهيرة ب N.W.A وهي اختصار ل Niggaz with attitude هذه المجموعة عندما بدأت بعمل ألبوماتهم ابتداء ب N.W.A. and the Posse وانتهاء ب Niggaz4Life. حطمت هذه الجماعة الأرقام القياسية وباعت أكبر المبيعات رغم أنهم قوبلوا بلغه حازمه من الإعلام. كانت بدايه N.W.A هي بمثابه نهايه لل old school وبداية ظهور نوع جديد من أنواع الراب وهو الغانغستا راب الذي ظهر على يد آيس-تي وسكولي دي وقد أحدث هذا النوع جدلا واسعا في أمريكا لأنه يتمتع بأسلوب ملئ بالعنف والحياه بالا مبالاه.
Melle Mel كان من أبرز الرابر في الأولد سكول وهو أحد أعضاء فرقة الفيوريس فايف (The Furious Five) وبسبب أسلوبه المبتكر في التلاعب بالكلمات والمعاني والتعرض للقضايا الاجتماعية أدى إلى انتشار الراب وثقافة الهيب هوب خارج نيويورك إلى كل أنحاء أمريكا في نهاية السبعينات. فيعتبر ميلي ميل هو من حدد الطريق لمستقبل الراب.
من أشهر أنواع أغاني الأولد سكول هو حرب الراب (Battle rap) التي ظهرت في بداية الثمانيات حيث كان الرابر يتبجح بنفسه وغالبا يقوم بإهانة وسب أحد المغنيين الاخرين مما ينتج عنه معركة بين الاثنين باستخدام أغاني الراب.

### العصر الذهبي
هي الفترة ما بين اواخر الثمانينات وحتى منتصف التسعينات، شهدت موسيقى الراب في هذه الفترة تغييرا جوهريا في اتجاه أسلوب الراب والانحراف عن الأشكال القديمة حيث أنه في الثمانينات كان الراب في الغالب يتجه إلى التراكيب ومركبات القافية البسيطة، اما التسعينيات فقد حررت الراب من هذه الأساسيات وخلقت أنماط أكثر كثافة وتعقيدا. كان هذا التغير على طرفين رئيسيين هما الساحل الشرقي (east coast) نيويورك والساحل الغربي (west coast) لوس آنجلوس، كاليفورنيا هذان المنطقتان حملتا لنا أسلوبا مختلف متمثل في مجموعة من أساطير الراب. وتميزت التسعينات بظهور خلاف شرس بين هذين القطبين، هذا الخلاف أودى بحياة الكثيرين وكان من أهم ضحاياه توباك وبيقي حيث قتل الاثنان في حوادث إطلاق نار.
مع بداية التسعينات تفرقت NWA وأصبح كل مؤدي منفرد وهم إيزي إي وآيس كيوب وإم سي رين ودكتور دري الذي أسس مع شوغ نايت شركة تسجيلات Death Row Records في عام 1991.

#### الساحل الشرقي
الساحل الشرقي للولايات المتحدة جلب لنا أسلوب أكثر عدائيه ووحشيه ممثلا في رواد هذا الفن من أمثال ناز ونوتوريوس بي آي جي، وليل كيم.

#### الساحل الغربي
في حين أن النمط على الساحل الغربي للولايات المتحدة أصبح أكثر سلاسةً وحريهً ممثلا في مؤدي الراب توباك الذي باع
أكثر ما يزيد عن 75 مليون ألبوم حول العالم وهناك مؤديون آخرون من أمثال دكتور دري وآيس كيوب سنوب دوغ.

### الألفية الجديدة
تمثلت أغاني الراب خلال الألفية الجديدة (2000 - 2010) بظهور مؤديين من أمثال إيمينم وفرقته «دي تويلف» أواخر التسعينيات وأحدثت أثراً بالغاً على صناعة الموسيقى حيث أتاحت فرصة للكثير من المبتدئين في ذلك الوقت بدخول عالم الراب أمثال 50 سنت وذا غيم وليل وين ونيكي ميناج وكيني ويست.

### الراب خارج الولايات المتحدة
منذ أواخر التسعينات انتشر الراب خارج أمريكا الشمالية، وقد ظهرت أنواع فرعية جديدة عنه.
يوجد في بعض الدول الناطقة بالعربية عدد من مؤديي وفرق الراب، سواء بالعربية ولهجاتها المحلية أو بالإنجليزية أو الفرنسية. كانت البداية الفعلية لراب المغرب العربي في بداية التسعينات ، إلا أن أول من غنى الراب في العالم العربي هو الفنان حميدو في بداية الثمانينات ، ثم تلته فرقة intik التي تشكلت سنة 1984 ، و اشتهرت سنة 1988 .
لحق بها بعد ذلك ظهور عدد من المؤديين في دول شرق المتوسط ومؤخراً في مصر مع دخول الألفية الجديدة.[بحاجة لمصدر]
أصبح الراب جزء ملحوظ في المشهد الموسيقي العربي ولكنه بقي تمثيله محدود في وسائل الإعلام الضخمة وتتداول معظم أعمال الراب مواضيع سياسية واجتماعية وغير ذلك، رافق نمو مشهد الراب العربي ظهور مواقع تحليل ومراجعات موسيقية مثل «معازف دوت كوم» ومواقع كلمات أغاني باللغة العربية مثل «جينيوس عربي».

## الأنواع الفرعية
- الراب البديل (alternative rap)
- سكرو (screw)
- كرنك (crunk)
- راب العصابات (gangsta rap)
- جي فنك (G-funk)
- هاردكور راب (hardcore rap)
- بوب راب (pop rap)
- راب كور (rapcore)
- ريغيه تون (reggaeton)
- اندر جراوند (UnderGround)
- الفري ستايل  (freestyle)
- اولد سكول  (old school)
- ميد ويست (mid west)
- ابيك (epic)

## كتابة الراب
يذكر أن جميع مؤدي الراب يكتبون كلمات الأغاني بأنفسهم ويهتم الرابر بالعناصر التالية في الاغاني:
التدفق (بالإنجليزية: Flow): التدفق هو مزيج من عنصرين، العنصر الأول: صوت الرابر وأداءه. العنصر الثاني هو الرايم سكيم (بالإنجليزية: Rhyme Scheme) ويختص بالقوافي وكثرتها  وأسلوب التنغيم في الكلمات.
الإلقاء (بالإنجليزية: Delivery): هو الأداء الصوتي بحيث يضيف المعنى على الكلمة من نبرة الصوت والتناغم الصوتي مع اللحن بإظهار العاطفة الملائمة في الوقت الملائم أثناء ترديد سطر معين كالتعبير عن الحزن بخفض الصوت والغضب برفعه.
الفكرة أو المحتوى(بالإنجليزية: Concept/Lyrical Content): يقصد بالمحتوى والموضوع الأساسي الذي تتحدث عنه الأغنية.
التعقيد الكلامي (بالإنجليزية: Lyrical Complexity): وهذا العنصر هو أفضل طريقة لتمييز بين مؤدي الراب (الرابر) الموهوب وغير الموهوب أما التلاعب بالكلمات (بالإنجليزية: Word Play) فهو استعمال كلمات تعطي أكثر من معنى فهو يضيف نوع من الدعابة على الأغنية.